# Anubis cyaneicollis
Anubis cyaneicollis är en skalbaggsart som först beskrevs av Maurice Pic 1946.  Anubis cyaneicollis ingår i släktet Anubis och familjen långhorningar. Inga underarter finns listade i Catalogue of Life.